# Les Essarts, Vendée
Les Essarts je naselje in občina v zahodnem francoskem departmaju Vendée regije Loire. Leta 2008 je naselje imelo 4.946 prebivalcev.

## Geografija
Kraj leži v pokrajini Poitou 19 km severovzhodno od La Roche-sur-Yona.

## Uprava
Les Essarts je sedež istoimenskega kantona, v katerega so poleg njegove vključene še občine Boulogne, Dompierre-sur-Yon, La Ferrière, La Merlatière, L'Oie, Sainte-Cécile, Sainte-Florence in Saint-Martin-des-Noyers s 17.432 prebivalci.
Kanton Essarts je sestavni del okrožja La Roche-sur-Yon.